# Iwan Fedyk
Iwan Zinonowycz Fedyk, ukr. Іван Зінонович Федик (ur. 9 lipca 1987 w Drohobyczu) – ukraiński trener piłkarski.

## Kariera trenerska
Studiował na Lwowskim Państwowym Uniwersytecie Kultury Fizycznej i potem pracował jako dziennikarz sportowy gazety „Sportywka”. Pracując tam poznał Olega Kononowa, ówczesnego głównego trenera lwowskich Karpat, który dostrzegł w dziennikarzu potencjał trenerski i zaproponował mu, aby spróbował swoich sił w szkoleniu młodych piłkarzy w akademii piłkarskiej UFK Karpaty Lwów.
W 2012 roku Oleg Kononow opuścił lwowski klub i zaproponował Fedykowi, aby został jego asystentem. Razem pracowali w FK Sewastopol (2012-2013) i FK Krasnodar (2013-2014).
W 2016 roku został zaproszony do sztabu trenerskiego Leanida Kuczuka. Razem z białoruskim specjalistą pracował jako asystent trenera w Stali Kamieńskie (2016-2017) i FK Rostów (2017-2018). 1 lutego 2019 razem z Kuczukiem zaczął trenować drużynę lwowskiego Ruchu. W związku ze stanem zdrowia Leanid Kuczuk 10 grudnia 2019 roku podał się do dymisji. Po odejściu Kuczuka trener pozostał w drużynie, nadal pełniąc obowiązki asystenta nowego głównego trenera Jurija Bakałowa. 15 czerwca 2020 roku został mianowany na stanowisko głównego trenera Ruchu. 4 sierpnia 2021 roku za obopólna zgodą kontrakt został anulowany. 18 stycznia 2023 roku objął stanowisko dyrektora sportowego lwowskiego Ruchu.